# Luis Horna
Luis Horna Biscari (ur. 14 września 1980 w Limie) – peruwiański tenisista, reprezentant w Pucharze Davisa, olimpijczyk z Aten (2004).

## Kariera tenisowa
Jako junior Horna w 1997 roku awansował do finału Rolanda Garrosa w grze pojedynczej chłopców, przegrywając z Danielem Elsnerem. Zawody zakończyły się triumfem Peruwiańczyka w grze podwójnej chłopców, a dokonał tego w parze z Josém de Armasem. W tym samym roku zwyciężył w deblu chłopców na Wimbledonie, tym razem wspólnie z Nicolásem Massú.
Karierę tenisową Horna rozpoczął w 1998 roku, a zakończył w 2009 roku.
W grze pojedynczej wygrał 2 turnieje rangi ATP World Tour oraz dotarł do 1 finału.
W grze podwójnej zwyciężył w 6 turniejach ATP World Tour i doszedł do 5 finałów. Jednym z tytułów deblowych Horny jest mistrzostwo w Rolandzie Garrosie w 2008 roku, w parze z Pablo Cuevasem. Para pokonała w meczu finałowym Daniela Nestora i Nenada Zimonjicia.
W latach 1995−2009 reprezentował Peru w Pucharze Davisa. Zagrał łącznie w 57 pojedynkach, z których w 38 triumfował.
Horna w 2004 zagrał w turnieju singlowym igrzysk olimpijskich w Atenach, ponosząc porażkę w 1 rundzie z Sébastienem Grosjeanem.
W rankingu gry pojedynczej Horna najwyżej był na 33. miejscu (30 sierpnia 2004), a w klasyfikacji gry podwójnej na 15. pozycji (2 lutego 2009).

### Finały w turniejach ATP World Tour
| Legenda                                      |
| -------------------------------------------- |
| Wielki Szlem                                 |
| Igrzyska olimpijskie                         |
| Tennis Masters Cup / ATP Finals              |
| ATP Masters Series / ATP Tour Masters 1000   |
| ATP International Series Gold / ATP Tour 500 |
| ATP International Series / ATP Tour 250      |

#### Gra pojedyncza (2–1)
| Końcowy wynik | Nr | Data             | Turniej      | Nawierzchnia | Przeciwnik         | Wynik finału |
| ------------- | -- | ---------------- | ------------ | ------------ | ------------------ | ------------ |
| Finalista     | 1. | 29 sierpnia 2004 | Long Island  | Twarda       | Lleyton Hewitt     | 3:6, 1:6     |
| Zwycięzca     | 1. | 5 marca 2006     | Acapulco     | Ceglana      | Juan Ignacio Chela | 7:6(5), 6:4  |
| Zwycięzca     | 2. | 4 lutego 2007    | Viña del Mar | Ceglana      | Nicolás Massú      | 7:5, 6:3     |

#### Gra podwójna (6–5)
| Końcowy wynik | Nr | Data                | Turniej            | Nawierzchnia | Partner         | Przeciwnicy                          | Wynik finału         |
| ------------- | -- | ------------------- | ------------------ | ------------ | --------------- | ------------------------------------ | -------------------- |
| Finalista     | 1. | 18 lipca 2004       | Amersfoort         | Ceglana      | José Acasuso    | Jaroslav Levinský David Škoch        | 0:6, 6:2, 5:7        |
| Finalista     | 2. | 10 kwietnia 2005    | Casablanca         | Ceglana      | Martín García   | František Čermák Leoš Friedl         | 4:6, 3:6             |
| Finalista     | 3. | 26 kwietnia 2005    | Houston            | Ceglana      | Martín García   | Mark Knowles Daniel Nestor           | 3:6, 4:6             |
| Zwycięzca     | 1. | 24 lipca 2005       | Amersfoort         | Ceglana      | Martín García   | Fernando González Nicolás Massú      | 6:4, 6:4             |
| Finalista     | 4. | 17 września 2006    | Bukareszt          | Ceglana      | Martín García   | Mariusz Fyrstenberg Marcin Matkowski | 7:6(5), 6:7(5), 8–10 |
| Zwycięzca     | 2. | 1 października 2006 | Palermo            | Ceglana      | Martín García   | Mariusz Fyrstenberg Marcin Matkowski | 7:6(1), 7:6(2)       |
| Zwycięzca     | 3. | 29 lipca 2007       | Kitzbühel          | Ceglana      | Potito Starace  | Tomas Behrend Christopher Kas        | 7:6(4), 7:6(5)       |
| Zwycięzca     | 4. | 12 stycznia 2008    | Auckland           | Twarda       | Juan Mónaco     | Xavier Malisse Jürgen Melzer         | 6:4, 3:6, 10–7       |
| Zwycięzca     | 5. | 24 lutego 2008      | Buenos Aires       | Ceglana      | Agustín Calleri | Werner Eschauer Peter Luczak         | 6:0, 6:7(6), 10–2    |
| Finalista     | 5. | 2 marca 2008        | Acapulco           | Ceglana      | Agustín Calleri | Oliver Marach Michal Mertiňák        | 2:6, 7:6(3), 7–10    |
| Zwycięzca     | 6. | 6 czerwca 2008      | French Open, Paryż | Ceglana      | Pablo Cuevas    | Daniel Nestor Nenad Zimonjić         | 6:2, 6:3             |